# Placer de los Roques

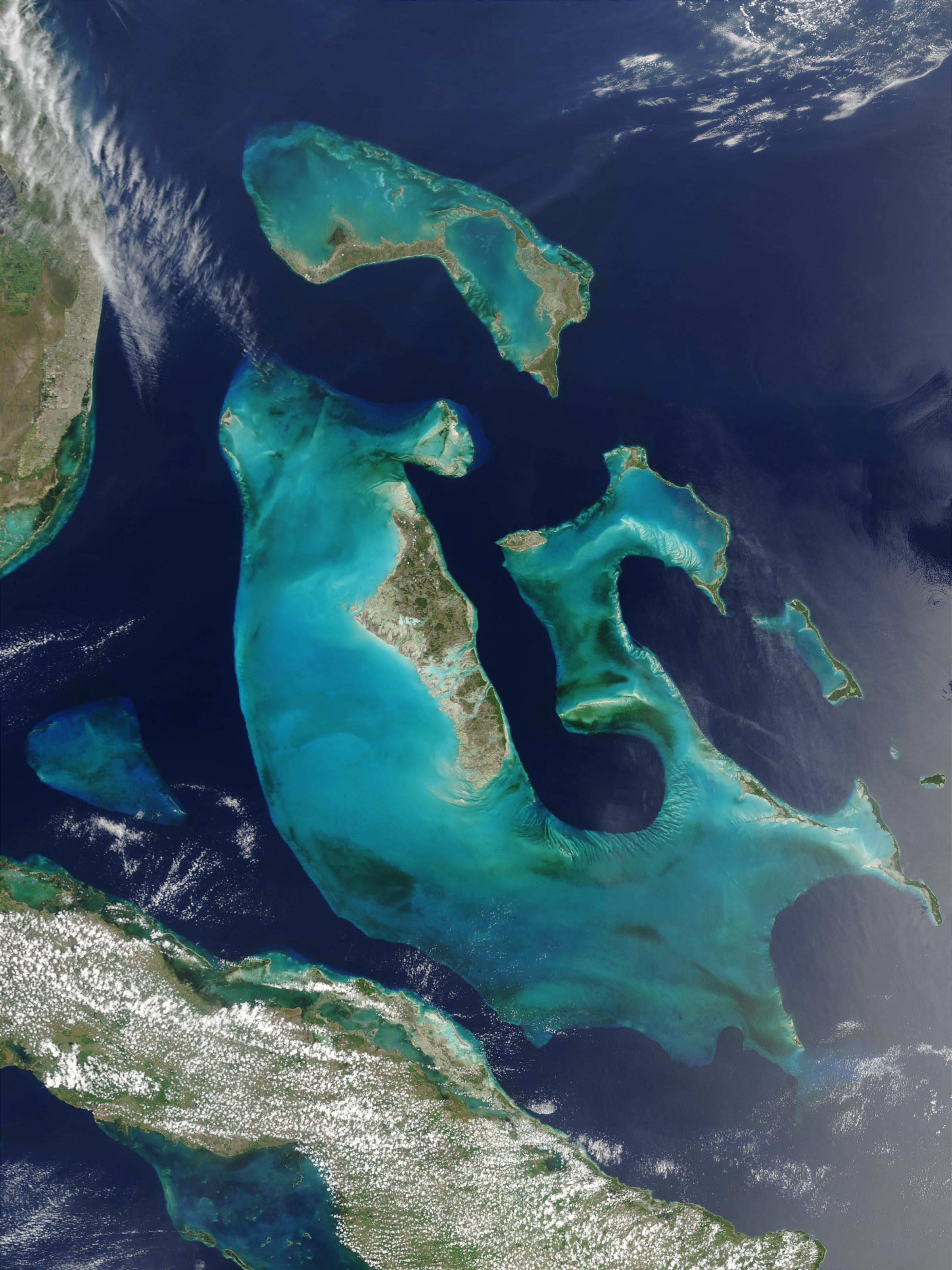
Imagen de satélite de las Bahamas con el Placer de los Roques en medio a la izquierda, entre Florida y Cuba.

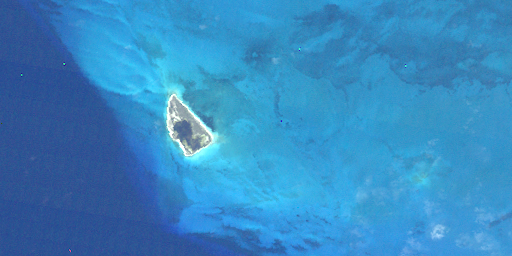
Los arrecifes Lavanderas en el Placer de los Roques.

El Placer de los Roques (del inglés: Cay Sal Bank) es uno de los grandes Bancos de Bahamas. Fue nombrado Placer de los Roques por los navegantes españoles y posteriormente conocido como Cay Sal por los ingleses. Por dicha razón se le conoce asimismo como Cayo Sal, aunque dicho nombre se utiliza también en referencia a la isla de Cayo Sal situada frente a Venezuela.  
El Placer de los Roques se halla entre 23º27'N - 24°10′N y 079°25′W – 080º35'W y constituye el territorio más occidental del estado de las Bahamas. Administrativamente pertenece al distrito de Bimini. Desde el punto de vista geográfico se halla más cerca de la costa septentrional de Cuba que del resto del archipiélago de las Bahamas. 
Se trata de un gran atolón semisumergido de 5,226.73 km² de superficie. Tiene forma triangular y hace unos 105 km de largo y 66 km de ancho. Hay numerosos islotes en sus márgenes, excepto en la zona meridional. La superficie total de tierra firme de los 96 islotes es de tan solo 14,87 km².

## Historia
Navegantes españoles visitaron ya la zona y pusieron por primera vez Los Roques en un mapa de 1511. El banco fue hecho parte del imperio español a raíz de la visita de Juan Ponce de León y estuvo bajo la corona española durante dos siglos hasta que en 1718 pasó a formar parte del imperio británico. En 1825 Alejandro de Humboldt hizo notar que la zona era un peligro para la navegación, pero que había buenos mapas del Placer de los Roques hechos por Francisco de Seijas y Lobera en 1692:
... el Placer de los Roques (Salt Keis), se advierte ya, aun en los antiguos mapas manuscritos del capitán Francisco de Seijas y Lobera...